# Guaporé
Guaporé là một đô thị thuộc bang Rio Grande do Sul, Brasil. Đô thị này có diện tích 312,7 km², dân số năm 2007 là 21421 người, mật độ 68,5 người/km².